# Pulau Perak
Pulau Perak (Isla Perak, literalmente "Isla de Plata" en malayo) es un pequeño islote rocoso que se encuentra en el extremo oeste del territorio de Malasia. 
Pulau Perak se encuentra en el estado de Kedah y existen planes para designarla área marina protegida.
En marzo de 2014, el Vuelo 370 de Malaysia Airlines desapareció del radar de Malasia cerca de la isla.